# Günther Bögl
Günther Bögl (* 29. August 1932 in Wien; † 3. September 2020) war von 1988 bis 1995 Polizeipräsident und somit Leiter der Bundespolizeidirektion Wien.
Bögl war zuvor von 1972 bis 1987 Generalinspektor der Wiener Sicherheitswache.

## Leben
Zu den Vorgängen vor Bögls Ernennung zum Polizeipräsidenten erinnerte der Wiener Journalist Gerald Freihofner 2007 aus Anlass neuer Probleme in der Wiener Polizei daran, dass Bögl und „Kripo-Chef“ Walter Schubert um die Position „ritterten“. Bögl, Neffe des ersten sozialdemokratischen Landeshauptmanns des Burgenlandes, Hans Bögl, wurde wahrheitswidrig nachgesagt, er „sei hoffnungslos überschuldet und damit erpressbar“. Seinem Gegenkandidaten wurde vorgeworfen, seine häufig auch im Dienst alkoholisierte „Kriminalisten-Führungsmannschaft“ nicht „im Griff“ zu haben und Freimaurer zu sein.
In Bögls Amtszeit hatte die Wiener Polizei unter anderem mit dem Ansturm Hunderttausender auf Wien neugieriger Tschechen und Slowaken nach der Öffnung des Eisernen Vorhangs und der „Samtenen Revolution“ 1989 und mit der grundsätzlich veränderten Sicherheitslage nach dem Zerfall des Ostblocks ab 1990 zu tun.
Bögl bewohnte eine Dienstwohnung im Dachgeschoß des Gebäudes der Bundespolizeidirektion Wien, 1., Schottenring 7–9, die als „Penthouse“ bezeichnet wurde und später Repräsentationszwecken diente. 2001 berichtete das Nachrichtenmagazin „profil“, man habe in diesen Räumlichkeiten ein Gemälde entdeckt (eine Leihgabe des Historischen Museums der Stadt Wien seit den frühen 1970er Jahren), das seinem rechtmäßigen Eigentümer in der NS-Zeit entzogen worden sei. Der Bericht stand unter dem Titel „NS-Raubkunst hing im Polizeipräsidium“.
Als das Innenministerium Anfang der 1990er-Jahre für die erforderliche technische Aufrüstung der Polizeiwachzimmer in Wien nicht genügend Geld zur Verfügung stellen konnte, erreichte Bögl bei Bürgermeister Helmut Zilk 1991, dass die Stadt Wien über den „Verein der Freunde der Wiener Polizei“ Mittel zur Einrichtung von über 220 Bildschirmarbeitsplätzen bereitstellte.
1994 waren Günther Bögls Ehegattin und Tochter in den so genannten „Maturaskandal“ verwickelt, in dem es um unrechtmäßig ausgestellte Reifeprüfungszeugnisse ging. Bögl nahm dies zum Anlass, zwei Jahre vor dem gesetzlichen Pensionsantrittsalter für Männer um Versetzung in den Ruhestand anzusuchen.
Nach seiner per 30. Juni 1995 erfolgten Pensionierung wurde er vom Innenministerium per Werkvertrag als Koordinator für Aus- und Weiterbildung beschäftigt. In dieser Funktion untersuchte er 1996 mit einem Team die Aus- und Fortbildungssituation der Polizei in Bosnien. 1997 initiierte er gemeinsam mit Landeshauptmann Erwin Pröll eine Sicherheitsaktion an Schulen in Niederösterreich. Weiters engagierte er sich im Verein „Weißer Ring“ und im Sozialmedizinischen Dienst Österreich (SMD). Er wurde am Döblinger Friedhof bestattet.

## Schriften
- Günther Bögl und Harald Seyrl: Die Wiener Polizei im Spiegel der Zeiten. Eine Chronik in Bildern [1547–1992], 408 Seiten. Verlag der Österreichischen Staatsdruckerei, Wien 1992, ISBN 3-7046-0357-0

## Auszeichnungen
- 1998: Großes Goldenes Ehrenzeichen für Verdienste um die Republik Österreich[9]